# Gilmore Girls: Ein neues Jahr
Gilmore Girls: Ein neues Jahr (Originaltitel: Gilmore Girls: A Year in the Life) ist eine US-amerikanische Dramedy aus dem Jahr 2016. Sie führt mit einem zeitlichen Abstand von etwa zehn Jahren die Geschichte der Fernsehserie Gilmore Girls fort, die von 2000 bis 2007 in sieben Staffeln ausgestrahlt wurde. Die Miniserie wird daher auch als achte Staffel bezeichnet. Viele Darsteller kehrten in ihren alten Rollen zurück. Die Miniserie wurde dem 2014 verstorbenen Edward Herrmann gewidmet. Er war Darsteller des Richard Gilmore. Die Miniserie hatte am 25. November 2016 weltweite Premiere bei Netflix.
Sie erzählt in jeder der vier Episoden jeweils die Erlebnisse einer Jahreszeit, angefangen im Winter über den Frühling und den Sommer bis zum Herbst. In allen Episoden findet eines der für Stars Hollow typischen Stadtfeste statt.

## Handlung

### Episode 1: Winter
Die erste Episode beginnt um Weihnachten und es findet ein Winterfest statt. Rory besucht ihre Mutter und Luke, die inzwischen seit neun Jahren zusammen sind und gemeinsam in Stars Hollow leben. Überraschend taucht dort auch ihr Freund Paul auf, mit dem sie seit zwei Jahren eine Beziehung führt. Sowohl sie als auch Lorelai und Luke vergessen ihn jedoch ständig, und so vergisst Rory auch immer, mit ihm Schluss zu machen. Nach einem erfolgreichen Artikel im New Yorker versucht sie, als freie Journalistin Fuß zu fassen, und gibt aufgrund ihrer häufigen Reisen ihr Apartment in New York City auf und lagert ihre Sachen bei Freunden und Verwandten ein. Lorelai leitet derzeit mit dem inzwischen offen homosexuell lebenden Michel das Dragonfly Inn, nachdem Sookie sie vor über einem Jahr für eine Auszeit verlassen hat. Anlässlich des Besuches kommt es auch zu einem gemeinsamen Essen von Emily, Lorelai und Rory.
Vier Monate nach Richards Tod trauert Emily ihm noch sehr nach und hat seit einer Auseinandersetzung mit Lorelai auf der Beerdigung, bei der Lorelai keine schöne Erinnerung an ihren Vater erzählen konnte, kaum ein Wort mit ihr geredet. In dieser Auseinandersetzung kam auch zur Sprache, dass Lorelai und Luke keine weiteren Kinder haben, obwohl dieser noch welche gewollt hätte. Da Lorelai mit 48 aber inzwischen zu alt ist, wendet sie sich trotz Lukes Unbehagen an die Kinderwunschklinik von Paris Geller, die ihnen eine Leihmutter vermitteln soll. Rory beginnt in London währenddessen an einem Buch mit der exzentrischen Naomi Shropshire zu arbeiten. Außerdem setzt sie dort ihre Affäre mit Logan Huntzberger fort, bei dem sie immer übernachtet, wenn sie in der Stadt ist. Paris’ spätere Aufdringlichkeit ist Luke zunehmend unangenehm, sodass er und Lorelai sich gegen eine Leihmutter und damit weitere Kinder entscheiden. Außerdem stattet Lorelai ihrer Mutter einen besorgten Besuch ab, bei dem diese ihr Haus fast vollständig ausräumt, und rät ihr, sich Hilfe zu suchen. Trotz anfänglicher Ablehnung beschließt sie letztlich, eine Psychologin aufzusuchen, ist davon sehr begeistert und bittet Lorelai, sie zur nächsten Sitzung zu begleiten.

### Episode 2: Frühling
In der zweiten Episode gibt es in Stars Hollow ein kulinarisches Fest mit Köstlichkeiten aus aller Welt. Bei den Sitzungen mit der Therapeutin kommen die Spannungen zwischen Lorelai und Emily ans Licht. Später eröffnet Emily, dass Richard Luke eine gewisse Summe hinterlassen hat, um mit seinem Geschäft zu expandieren, was die Situation nicht verbessert. Lorelai fürchtet außerdem, dass Michel bald das Hotel verlassen wird, da er sich zunehmend langweilt und das Hotel sich aufgrund mehrerer Faktoren nicht vergrößern lässt. Rory muss derweil in London mit Naomi Shropshire arbeiten, was sich als sehr herausfordernd herausstellt. Außerdem hadert sie mit der Affäre mit Logan, da dieser eine Verlobte in Paris hat. Anlässlich eines Ehemaligentreffens besuchen Rory und Paris ihre ehemalige Schule, Chilton. Die von der anstehenden Scheidung mit Doyle gestresste Paris reagiert dort sehr emotional auf das Zusammentreffen mit Tristin Dugray, in den sie als Teenager verliebt war.
Rory aber begeistert Direktor Hanlin Charleston mit ihrer Vortragsweise, sodass dieser ihr in Sorge um ihre derzeitige Arbeitslosigkeit eine Stelle als Lehrerin anbietet. Beschämt schlägt Rory das aber aus und bittet schließlich Logan darum, dass sein Vater für sie beim Verlag Condé Nast ein gutes Wort einlegt. Das Gespräch verläuft allerdings nicht sehr erfolgreich. Nachdem sie von Naomi gefeuert wird, entscheidet sie sich doch, den eher mittelmäßig interessanten Artikel über das Schlangestehen in New York für Condé Nast zu schreiben. Da Lorelai mit der Situation mit Emily überfordert ist, begleitet sie ihre Tochter. In New York City hat Rory dann einen One-Night-Stand und ist sehr enttäuscht von sich. Lorelai ermutigt sie, eine Stelle bei der Plattform SandeeSays anzunehmen, aber als die Rory dann doch abgesagt wird, zieht sie arbeitslos wieder nach Stars Hollow. Die Beziehung zwischen Luke und Lorelai kriselt derweil, da Luke herausgefunden hat, dass Emily gar nicht mehr zu den Therapiesitzungen geht und Lorelai diese alleine fortsetzt. Ihm hatte sie das allerdings verschwiegen.

### Episode 3: Sommer
In der dritten Folge finden in Stars Hollow die Freibadsaison sowie ein Musical statt. Rory, die nun vorübergehend wieder in Stars Hollow lebt, ist mit der Situation sehr unzufrieden und auch ihre Affäre mit Logan geht dem Ende entgegen, nachdem seine Verlobte nun zu ihm gezogen ist. Als der Herausgeber der Stars Hollow Gazette sein Amt niederlegt und die Zeitung eingestellt werden soll, meldet sie sich freiwillig, den Posten zu übernehmen. Diese Aufgabe fordert sie allerdings nicht wirklich. Als sie Jess trifft, schlägt dieser ihr vor, ein Buch über sich und ihre Mutter zu schreiben. Nach anfänglichen Zweifeln ist Rory begeistert von der Idee und fängt an, das Manuskript zu strukturieren. Lorelai muss indessen Michels geplanten Weggang vom Hotel verkraften und übernimmt einen Posten im Beratungsausschuss des Musicals von Stars Hollow. Doch während Lorelai die Aufmachung sehr schlecht findet, ist der Rest der Gruppe begeistert, was sie etwas an sich zweifeln lässt.
Emily will unterdessen Richards Grabstein erneuern lassen und bittet Lorelai und Rory, bei der Enthüllung dabei zu sein. Danach erzählt Rory Lorelai von der Idee ihres Buches, Lorelai ist allerdings nicht begeistert, da sie befürchtet, mit den intimen Details ihres Privatlebens als schlechte und unfähige Mutter dazustehen. Nachdem die beiden im Streit auseinandergehen und sich Lorelai auch mit Luke über ihre verheimlichten Einzeltherapiestunden streitet, beschließt sie, sich eine Auszeit zu nehmen und, wie im Buch Wild, wandern zu gehen.

### Episode 4: Herbst
Lorelai will ihre Wanderung starten und stellt sich dabei die Frage, was sie in ihrem Leben unzufrieden macht. Luke befürchtet derweil, dass Lorelai plant, ihn zu verlassen. Rory wird, nachdem sie sich von Logan telefonisch verabschiedet hatte, in Stars Hollow von ihm, Finn, Colin und Robert überrascht. In einer Life-and-Death-Brigade-Aktion wandeln sie erst durch Stars Hollow und besuchen dann eine Bar. Logan bietet ihr dort den Schlüssel zu einem Haus in Maine an, wo sie ungestört an ihrem Buch arbeiten könnte. Nach einer letzten gemeinsamen Nacht in New Hampshire gibt Rory den Schlüssel aber zurück und verabschiedet sich endgültig von ihren Freunden. Lorelai darf aufgrund ihrer plötzlich verschwundenen Genehmigung nicht den Wanderweg passieren und kommt durch Zufall auf eine Lichtung in den Bergen. Von dort ruft sie ihre Mutter an und erzählt ihr eine Anekdote, in der Richard ihr den schönsten Geburtstag bescherte, den sie je hatte. Nach dieser emotionalen Aussage versöhnen sich Mutter und Tochter und Lorelai reist zurück. Emily befindet sich derweil in Nantucket und beginnt sich für ein Walmuseum zu interessieren. In dem leeren Gilmore-Haus in Hartford beginnt Rory derweil an Richards Schreibtisch an dem Buch zu schreiben. Als Lorelai nach Stars Hollow zurückkehrt, beginnt Luke – in der festen Überzeugung, dass sie ihn verlassen will – ihr seine Liebe zu gestehen und erklärt, dass er mit ihrem Leben mehr als glücklich ist. Lorelai hatte allerdings gar nicht vor, ihn zu verlassen, sondern eröffnet, dass sie in wenigen Tagen heiraten werden.
Nach der Verlobung versöhnen sich auch Lorelai und Rory, die ihrer Mutter die ersten drei Kapitel ihres Buches mit dem Versprechen vorlegt, nur weiter zu schreiben, wenn Lorelai einverstanden ist. Emily entschließt sich derweil, der falschen Art ihres Frauenvereins und ihrem alten, unzufriedenen Leben den Rücken zu kehren, das Haus in Hartford zu verkaufen und nach Nantucket zu ziehen. Dort beginnt sie, in dem Walmuseum zu arbeiten. Lorelai bittet sie vorher, das Geld für Lukes Expansion zum Erwerb eines Gebäudes als Ausbau des Dragonfly Inns nutzen zu dürfen. So hat sie die Möglichkeit, Michel zu halten. Außerdem kommt Sookie anlässlich der Hochzeit zurück ins Hotel und überrascht Lorelai mit zahlreichen, sehr persönlichen Hochzeitstorten. Rory besucht unterdessen ihren Vater Christopher und fragt ihn, wie er dazu steht, dass Lorelai sie allein großgezogen hat. Er erwidert daraufhin, dass die Beziehung von Lorelai und Rory schon von Geburt an so eng war, dass einfach niemand dazwischen passte. Lorelai erlaubt Rory schließlich, ihr Buch Gilmore Girls zu schreiben, was diese glücklich Jess erzählt. Obwohl er Luke gegenüber seine Gefühle für Rory leugnet, werden sie kurze Zeit später doch noch deutlich. Eine Nacht vor der geplanten Hochzeit ziehen Lorelai und Luke los und heiraten im Stadtpavillon nur in Anwesenheit von Rory, Lane und Michel. In der Endszene befinden sich Rory und Lorelai auf den Stufen des Pavillons und reden. Rory bekommt in der Zeit eine Nachricht von Paul, der mit ihr Schluss macht, was sie bis dahin immer vergessen hatte selbst zu tun. Die letzten Worte der Folge sind: „Mom“, „Yeah“, „I’m pregnant“ (deutsch: „Mom“, „Ja“, „Ich bin schwanger“). Der Vater des Kindes bleibt allerdings unbekannt.

## Nebenfiguren
In den vier Folgen tauchen viele alte sowie einige neue Figuren auf, über deren aktuelle Lebenslagen man informiert wird. So lebt Paris mit ihren zwei Kindern in New York City, lässt sich von Doyle scheiden und leitet eine Kinderwunschklinik. Logan lebt und arbeitet in London, wo er demnächst Odette heiraten soll, was von seiner Familie festgelegt wurde. Rorys beste Freundin Lane lebt mit ihrem Mann Zack und den Zwillingen Steve und Kwan noch in Stars Hollow. Ihre Mutter Mrs. Kim leitet offenbar einen christlichen Chor und lebt zusammen mit ihrem Mann, Lanes Vater (welcher hier das erste Mal kurz zu sehen ist). Dean lebt mit seiner Frau Jenny in Scranton und die beiden erwarten ihr viertes Kind, das erste Mädchen. Seine Schwester Clara lebt in Berlin mit ihrem Freund Wolfgang. Lukes Tochter April studiert mit einem Halbstipendium am MIT und setzt sich für die Legalisierung von Marihuana ein. Außerdem plant sie den Sommer einen Trip nach Deutschland und liebt deutsche Stummfilme. Michel ist seit fünf Jahren mit Frederick verheiratet, der nun ein Kind adoptieren möchte. Christopher, Rorys Vater, leitet inzwischen das Familienunternehmen, und seine Tochter Gigi lebt in Paris. Von Lukes Schwester Liz und ihrem Mann T.J. wird außerdem berichtet, dass sie aus Versehen einer Sekte beigetreten sind. Ein Running-Gag ist, dass das Hausmädchen von Emily, Berta, über die ganze Zeit konstant bei ihr bleibt. Emily wechselte sonst die Hausmädchen sehr oft. Bertas Herkunft ist ungewiss, da niemand ihre Sprache versteht, und es kommen regelmäßig viele Verwandte zu Besuch, die dann im Gilmore-Haus leben. Sie, ihr Mann und ihre Kinder ziehen mit Emily nach Nantucket. Auch Lorelais und Emilys Therapeutin Claudia taucht mehrmals auf. Nachdem erst Emily und dann auch Lorelai die Therapie beenden, übernimmt sie die Zweitbesetzung der weiblichen Hauptrolle im Musical von Stars Hollow.

## Entstehungsgeschichte
Im Oktober 2015 wurde bekannt, dass Netflix eine Fortsetzung in Form einer Miniserie, bestehend aus vier 90-minütigen Episoden, produzieren würde. Am 29. Januar 2016 bestätigten Netflix und Warner Bros. offiziell das Revival der Serie. Amy Sherman-Palladino und Daniel Palladino kehrten dabei als Drehbuchautoren und Regisseure zurück; sie waren an der siebten Staffel nicht beteiligt und gaben an, die Handlung nun zu jenem Ende führen zu wollen, das sie ursprünglich vorgesehen hatten. Neben Lauren Graham und Alexis Bledel übernahmen auch Scott Patterson, Keiko Agena, Kelly Bishop, Sean Gunn, Yanic Truesdale sowie Liza Weil, Milo Ventimiglia, Matt Czuchry und Jared Padalecki ihre alten Rollen. Auch Melissa McCarthy war wieder in ihrer Rolle zu sehen. Aus dem ursprünglichen Ensemble fehlte damit lediglich der 2014 verstorbene Edward Herrmann. Die Dreharbeiten begannen am 2. Februar 2016 in Los Angeles und dauerten bis zum 30. Juni 2016 an. Die Fortsetzung trägt auf Deutsch den Titel Gilmore Girls: Ein neues Jahr und wurde am 25. November 2016 veröffentlicht.

## Besetzung und Synchronisation
Die deutsche Synchronisation entstand – anders als die sieben Staffeln der Hauptserie – durch die Synchronfirma Studio Hamburg Synchron. Das Dialogbuch verfassten Roland Frey und Janina Richter, Dialogregie führte Richter mit Sascha Draeger.

### Hauptbesetzung
| Schauspieler    | Rollenname                   | Synchronsprecher  |
| --------------- | ---------------------------- | ----------------- |
| Lauren Graham   | Lorelai Victoria Gilmore     | Melanie Pukaß     |
| Alexis Bledel   | Lorelai „Rory“ Leigh Gilmore | Ilona Brokowski   |
| Scott Patterson | Lucas „Luke“ Danes           | Thomas Nero Wolff |
| Kelly Bishop    | Emily Gilmore                | Micaëla Kreißler  |

### Nebenbesetzung
| Schauspieler     | Rollenname                    | Episode | Synchronsprecher   |
| ---------------- | ----------------------------- | ------- | ------------------ |
| Rose Abdoo       | Gypsy                         | 1–4     | Ilona Schulz       |
| Rose Abdoo       | Berta                         | 1–4     | Lo Rivera          |
| Keiko Agena      | Lane Van Gerbig, geb. Kim     | 1–4     | Jill Böttcher      |
| Matt Czuchry     | Logan Huntzberger             | 1–4     | Dominik Auer       |
| Sean Gunn        | Kirk Gleason                  | 1–2, 4  | Gerrit Schmidt-Foß |
| Yanic Truesdale  | Michel Gerard                 | 1–4     | Stefan Krause      |
| Michael Winters  | Taylor Doose                  | 1–3     | Roland Hemmo       |
| Todd Lowe        | Zack Van Gerbig               | 1–3     | Marcel Collé       |
| Liza Weil        | Paris Geller                  | 1–2     | Sonja Spuhl        |
| Liz Torres       | Patricia „Miss Patty“ LaCosta | 1, 3    | Regina Lemnitz     |
| Sally Struthers  | Babette Dell                  | 2–3     | Karin David        |
| Milo Ventimiglia | Jess Mariano                  | 3–4     | Julien Haggége     |
| Melissa McCarthy | Sookie St. James              | 4       | Anke Reitzenstein  |
| Jared Padalecki  | Dean Forester                 | 4       | Wanja Gerick       |

### Gastbesetzung
| Schauspieler    | Rollenname                 | Episode | Synchronsprecher          |
| --------------- | -------------------------- | ------- | ------------------------- |
| John Cabrera    | Brian Fuller               | 1–2     | Sebastian Schulz          |
| Sebastian Bach  | Gil                        | 1       | Charles Rettinghaus       |
| Chris Eigeman   | Jason „Digger“ Stiles      | 1       | Johannes Berenz           |
| Danny Strong    | Doyle McMaster             | 2–3     | Klaus-Peter Grap          |
| Rini Bell       | Lulu                       | 2       | Ulrike Stürzbecher        |
| Jackson Douglas | Jackson Belleville         | 2       | Dietmar Wunder            |
| Gregg Henry     | Mitchum Huntzberger        | 2       | Hans-Jürgen Wolf          |
| Emily Kuroda    | Mrs. Kim                   | 2       | Katarina Tomaschewsky     |
| Dakin Matthews  | Direktor Hanlin Charleston | 2       | Friedrich Georg Beckhaus  |
| Ted Rooney      | Morey Dell                 | 2       | Andreas Hosang            |
| Vanessa Marano  | April Nardini              | 3       | Lydia Morgenstern         |
| David Sutcliffe | Christopher „Chris“ Hayden | 4       | Sebastian Christoph Jacob |

## Episoden
| Nr. | Deutscher Titel | Originaltitel | Erstveröffentlichung USA | Deutschsprachige Erstveröffentlichung (D/A/CH) | Regie                 | Drehbuch              |
| --- | --------------- | ------------- | ------------------------ | ---------------------------------------------- | --------------------- | --------------------- |
| 1   | Winter          | Winter        | 25. Nov. 2016            | 25. Nov. 2016                                  | Amy Sherman-Palladino | Amy Sherman-Palladino |
| 2   | Frühling        | Spring        | 25. Nov. 2016            | 25. Nov. 2016                                  | Daniel Palladino      | Daniel Palladino      |
| 3   | Sommer          | Summer        | 25. Nov. 2016            | 25. Nov. 2016                                  | Daniel Palladino      | Daniel Palladino      |
| 4   | Herbst          | Fall          | 25. Nov. 2016            | 25. Nov. 2016                                  | Amy Sherman-Palladino | Amy Sherman-Palladino |